# Massay
Massay es una comuna francesa situada en el departamento de Cher, en la región de Centro-Valle del Loira.

## Demografía
| 1390 | 1324 | 1251 | 1339 | 1354 | 1335 | 1353 |
| Para los censos de 1962 a 1999 la población legal corresponde a la población sin duplicidades (Fuente: INSEE [Consultar]) |      |      |      |      |      |      |